# ويليسلي (ماساتشوستس)
ويليسلي هي بلدة تقع في مقاطعة نورفولك بولاية ماساتشوستس، الولايات المتحدة. بلغ عدد سكان البلدة حوالي 29،550 نسمة.